# Micragrella ochrea
Micragrella ochrea là một loài bướm đêm thuộc phân họ Arctiinae, họ Erebidae.